# Illa de Gavi
|  | Aquest article tracta sobre l'illa. Vegeu-ne altres significats a «Gavi (desambiguació)». |

L'illa de Gavi és una de les sis illes que componen l'arxipèlag de les Poncianes al mar Tirrè. N'és la de superfície més petita, amb tan sols 0,14 km². Està situada enfront de l'extrem oriental de l'Illa de Ponça, l'anomenada Punta d’Incenso. L'illa de Gavi està totalment deshabitada i s'hi arriba fàcilment amb embarcacions privades o determinats serveis en barca, doncs cal parar esment al fet que no té embarcadors artificials. Amb no gaire temps, es pot fer la volta de l'illa i descobrir-ne grutes i altres vistes interessants.